# 瑞金一路
瑞金一路是上海市黄浦区的一条街道，南北走向，南到淮海中路（原霞飞路），北到延安中路（原福煦路），长590米，宽14.8～18.8米。在1943年交接租界以前名为圣母院路（Route des Soeurs）。

## 历史
1901年法租界公董局越界辟筑，1914年划入上海法租界。1943年改名象山路。1946年改名中正南一路。1950年改名瑞金一路。

## 特色
当时是上海法租界中部的一条南北向重要马路。沿路除住宅外，有商店、学校。

## 沿路近代建筑
- 150号  瑞金大楼（爱司公寓）
- 151号  向明中学（震旦大学附属高级中学旧址）

## 交汇道路（由南向北）
- 淮海中路
- 长乐路
- 巨鹿路
- 延安中路